# Григорян, Баграт Ашотович
Багра́т Ашо́тович Григоря́н (арм. Բագրատ Աշոտի Գրիգորյան, 4 марта 1939, Ереван, Армянская ССР — 21 сентября 1992, Ереван, Республика Армения) — армянский художник.

## Биография
Баграт Григорян родился 1939 году в Ереване.
- 1957 — окончил художественную школу им. С. Меркурова. Учился у А. Ананикяна и С. Мирзояна (Ленинакан).
- 1960-63 — учился в художественном училище им. Ф. Терлемезяна (Ереван).
- 1967 — окончил Ереванский художественно-театральный институт.
- 1992 — скончался в Ереване.

## Выставки
- 1965, 1966, 1968, 1969 — участник молодежных выставок.
- 1970 — иллюстрировал книги и журналы.
- 1971 — первая персональная выставка, после которой его обвинили в инакомыслии и запретили дальнейшую выставочную деятельность.
- 1972, 1975 — ему удается одной работой участвовать в групповых выставках.
- 1977, 1979 — тремя работами участвует в выставках (Франция, Эстония).
- 1978-85 — выставляется в галерее «Басмаджян» (Париж). После персональной выставки в Лос-Анджелесе, его работы демонстрировались в ГДР, ФРГ, Чехословакии, Югославии, Венгрии, Болгарии, Италии, Голландии, Дании, Австрии, Польше, Португалии, Монголии, Иране, Аргентине, Канаде, Ливане, России.
- 1991 — был приглашен в Бейрут для осуществления преподавательской деятельности в высшей школе «Торос Рослин».
- 1992 — персональная выставка в Антилиасе (пригород Бейрута).
- 1996 — посмертная персональная выставка (40 работ, НГА, Ереван). Работы находятся в Музее современного искусства (Ереван), Национальной галерее Армении (Ереван), Третьяковской галерее (Москва), в многочисленных зарубежных частных коллекциях и галереях.